# Khaled Yahyaoui
Khaled Yahyaoui (arabe : خالد اليحياوي), est un général de brigade et haut fonctionnaire tunisien.

## Biographie
Diplômé de l'Académie militaire de Fondouk Jedid en 1997, il intègre l'école des cadres de police de Salammbô jusqu'en 1998.
Il fait ensuite son entrée à la direction générale de la sûreté du chef de l'État et des personnalités officielles ; il rejoint la brigade antiterrorisme de 2007 à 2011 avant de revenir à la présidence de la République.
Il a participé à de nombreux stages en Tunisie et à l'étranger dans la spécialité de l'antiterrorisme. Il a été directeur d'escorte et des forces spéciales.
Le 30 octobre 2019, il est nommé par le président Kaïs Saïed comme premier conseiller, directeur général de la sûreté du chef de l'État et des personnalités officielles.
Le 26 juillet 2021, il est chargé par le président d'assurer durant une très courte période la gestion des affaires du ministère de l'Intérieur après le limogeage de Hichem Mechichi,,. Colonel-major, il est promu au grade de général de brigade le 3 novembre.